# Сингапурский пролив
Сингапу́рский проли́в (малайск. Selat Singapura, индон. Selat Singapura, англ. Singapore Strait, кит. 新加坡海峡, там. சிங்கப்பூர் நீரிணை) — пролив, соединяющий Южно-Китайское море и Малаккский пролив. На севере ограничен полуостровом Малакка и островом Сингапур, на юге — архипелагом Риау. Длина пролива составляет 114 километров, ширина — от 12 до 21 километров, наименьшая глубина на фарватере — 22 метра.
Название пролива связано с островом Сингапур, на котором располагается одноимённое город-государство и порт.
Сингапурский и Малаккский пролив формируют важный морской путь из Тихого в Индийский океан. За год проливом проходят более 50 тысяч судов.